# James Paterson
Pour les articles homonymes, voir Paterson.
James Paterson, né le 21 août 1854 à Blantyre près de Glasgow (Écosse) et mort le 25 janvier 1932  à Édimbourg, est un peintre paysagiste et portraitiste écossais, membre des Glasgow Boys, groupe de peintres écossais associé au mouvement de la Glasgow School.

## Biographie
James Paterson est le fils aîné d'Andrew Paterson (1819-1907) et de Margaret Hunter (1817-1901), fabricants de mousseline à Glasgow. Son père est un bon aquarelliste ainsi que l'un des premiers photographes amateurs en Écosse ; son frère, William, né en 1859, devient par la suite propriétaire d'une galerie à Bond Street, à Londres ; son frère cadet, Alexandre, né en 1862, est architecte.
James étudie à la Glasgow School of Art avec Robert Greenlees et ensuite à Paris avec Louis Jacquesson de la Chevreuse (1839-1903) et Jean-Paul Laurens (1838-1921). Quelques années après son retour en Écosse, il épouse, en 1884, Eliza Grier Ferguson. En cadeau de mariage, Andrew Paterson offre au couple un chalet appelé Kilneiss, à Moniaive dans le Dumfriesshire.
Pendant les vingt-deux années qu'il passe dans cette région, Paterson ne cesse de peindre les collines de Nithsdale et d'Ayrshire, le Firth de Solway, capturant les couleurs et la lumière de la campagne écossaise. C'est durant cette période qu'il noue des liens avec un groupe d'artistes connu sous le nom de Glasgow Boys : James Guthrie, Edward Arthur Walton, William York Macgregor, Edward Atkinson Hornel.

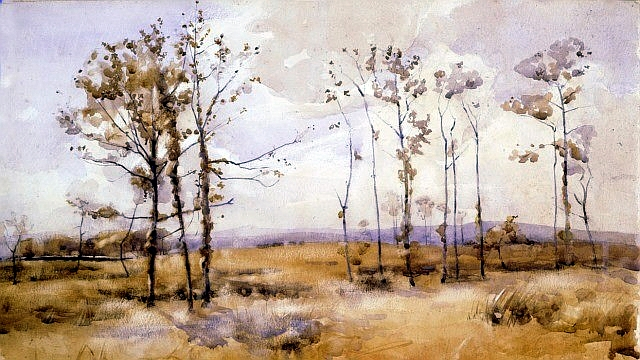
Craigenputtock, 1882, Smith Art Gallery, Stirling, Écosse.

Il est élu à la Société royale écossaise des peintres en aquarelles (RSW) en 1885, devient membre associé en 1896 puis membre à part entière en 1910 de l'Académie royale écossaise (Royal Scottish Academy).
Il s'installe à Édimbourg en 1906. Sa femme meurt en 1910. Il devient président de la Société royale écossaise des peintres en aquarelles en 1922, bibliothécaire de l'Académie royale écossaise entre 1910 et 1924, et secrétaire de 1924 jusqu'à quelques semaines avant sa mort en janvier 1932.